# Rue Christian-Dewet
La rue Christian-Dewet est une voie située dans le quartier de Picpus du 12e arrondissement de Paris.

## Situation et accès
La rue Christian-Dewet est accessible à proximité par les lignes de métro 1, 2, 6 et 9 à la station Nation.

## Origine du nom
Elle doit son nom à Christian Dewet ou Christiaan De Wet (1854-1922), qui fut un général sud-africain boer s'étant illustré dans la Deuxième Guerre des Boers contre l'Empire britannique.

## Historique
La voie est ouverte sous sa dénomination actuelle en 1901.

## Bâtiments remarquables et lieux de mémoire

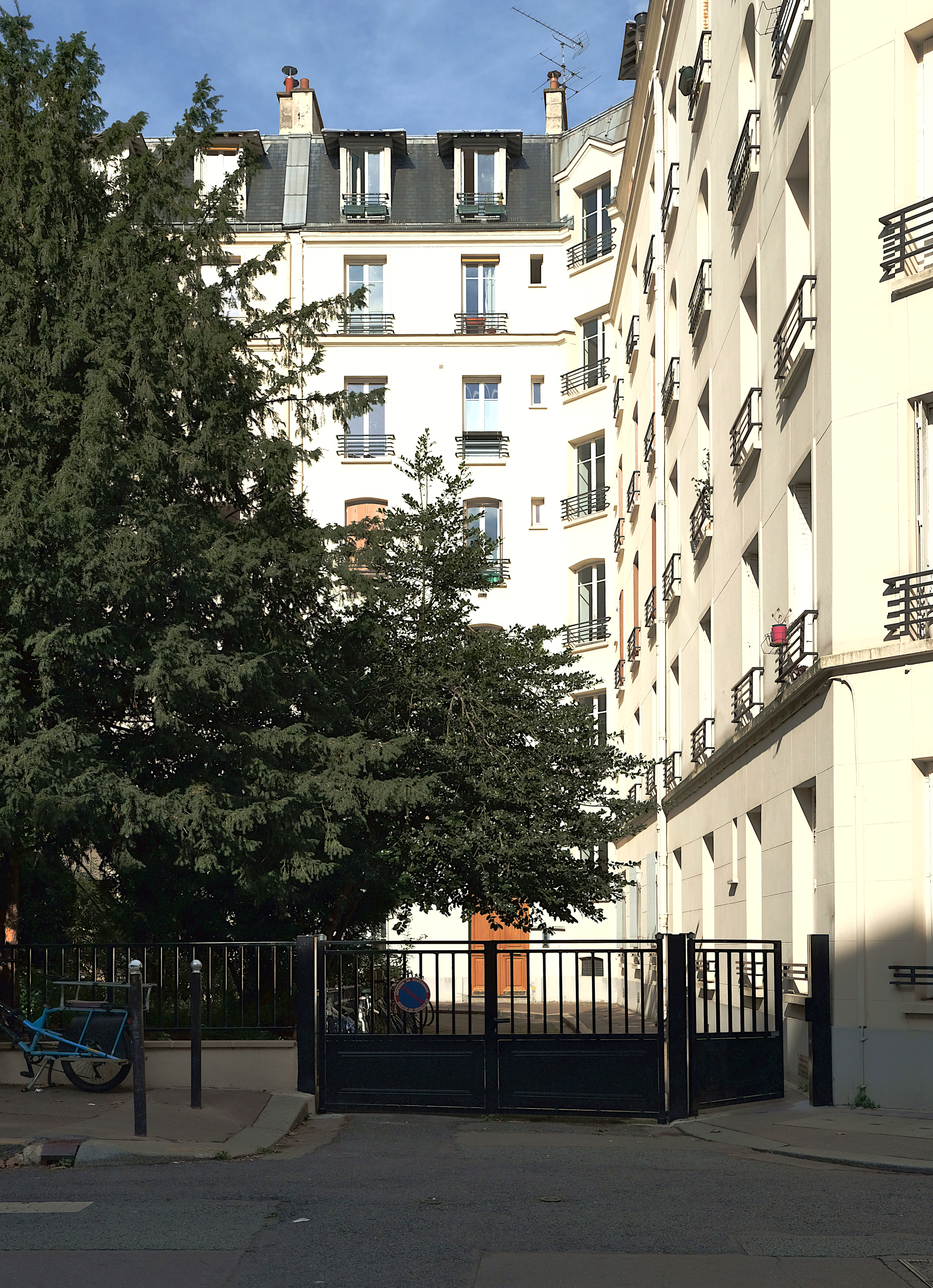
Jardin privatif d'une copropriété.